# Lista de representantes da Armênia ao Oscar de melhor filme internacional
Lista de filmes armênios concorrentes à indicação ao Oscar de melhor filme internacional (anteriormente Oscar de melhor filme estrangeiro). A Armênia inscreve filmes nessa categoria desde 2002. O prêmio é concedido anualmente pela Academia de Artes e Ciências Cinematográficas.

## Filmes inscritos
| Ano (Cerimônia)   | Título em inglês       | Título original   | Idiomas                        | Direção                              | Resultado       |
| ----------------- | ---------------------- | ----------------- | ------------------------------ | ------------------------------------ | --------------- |
| 2001 (74ª edição) | Symphony of Silence    | Լռության Սիմֆոնիա | Armênio                        | Vigen Chaldranyan                    | Não indicado    |
| 2003 (76ª edição) | Vodka Lemon            | Vodka Lemon       | Curdo, armênio, russo, francês | Hiner Saleem                         | Não indicado    |
| 2009 (82ª edição) | Autumn of the Magician | Հրաշագործի աշունը | Italiano                       | Ruben Gevorkyants e Vahe Gevorkyants | Não indicado    |
| 2012 (85ª edição) | If Only Everyone       | Եթե բոլորը        | Armênio                        | Nataliya Belyauskene                 | Não indicado    |
| 2016 (89ª edição) | Earthquake             | երկրաշարժ         | Armênio                        | Sarik Andreasyan                     | Não qualificado |
| 2017 (90ª edição) | Yeva                   | Եվա               | Armênio                        | Anahit Abad                          | Não indicado    |
| 2018 (91ª edição) | Spitak                 | ՍՊԻՏԱԿ            | Armênio                        | Alexander Kott                       | Não indicado    |
| 2019 (92ª edição) | Lengthy Night          | Էրկեն Կիշեր       | Armênio                        | Edgar Baghdasaryan                   | Não indicado    |
| 2020 (93ª edição) | Songs of Solomon       | Սողոմոնի երգերը   | Armênio                        | Arman Nshanian                       | Pendente        |